# De Hoop (West-Kaap)
Het De Hoop-natuurreservaat ligt in de streek Overberg aan de zuidkust van de provincie West-Kaap van Zuid-Afrika, ten zuiden van Malgas en even ten westen van de monding van de Breederivier.
Het reservaat op land is 340 km² groot en sluit aan op een marine reservaat van 5 km breed in de Indische Oceaan dat bekend is voor zijn walvissen. Het is een van de beste plekken om van de wal af zuidkapers waar te kunnen nemen. Ze zijn hier van juli tot augustus zelfs zonder verrekijker goed te zien, omdat ze in de bescherming van de kust hun kalveren komen werpen.
Er zijn 86 soorten zoogdieren in het park, waaronder bergzebra en bontebok. Ook vogelliefhebbers komen aan hun trekken met 260 soorten. Plantliefhebbers kom met 1500 variëteiten nog meer aan hun trekken. Het gebied biedt de wandelaar grote mogelijkheden en heeft een breed en ongerept strand en fynbos-vegetatie waaronder de zeldzame potbergsuikerbos, een ondersoort van de gele suikerbos die vrijwel alleen nog hier voorkomt.
De Hoop is erkend als Werelderfgoed door de Verenigde Naties als deel van de Floraregio van de Kaap.
Er is een lage berg, de Potberg, die met fynbos bedekt is en de kliffen aan de zuidkant zijn de enige plek in de West-Kaap waar de Kaapse gier nog broedt. Het struweel van de lagere delen zijn een tehuis voor endemische soorten als de Kaapse tsjagra en de schuchtere knysnaspecht. De laatste kan soms zelf in het eucalyptusbos dat er aangeplant is aangetroffen worden. Ook de grote honingspeurder en twee van zijn verwanten kunnen er gevonden worden. Het park is te bereiken van de N2 en bij de afslag is Denhams trap soms te bewonderen. 
Op het wandelpad naar de Potberg kan de Kaapse rotsspringer en de Kaapse kanarie gezien worden. Ook reptielen zijn er te bewonderen, zoals de snavelborstlandschildpad. Bij de De Hoopvlei, een vrij groot meertje met onregelmatige vorm, kunnen ook veel watervogels gezien worden.

## Galerij

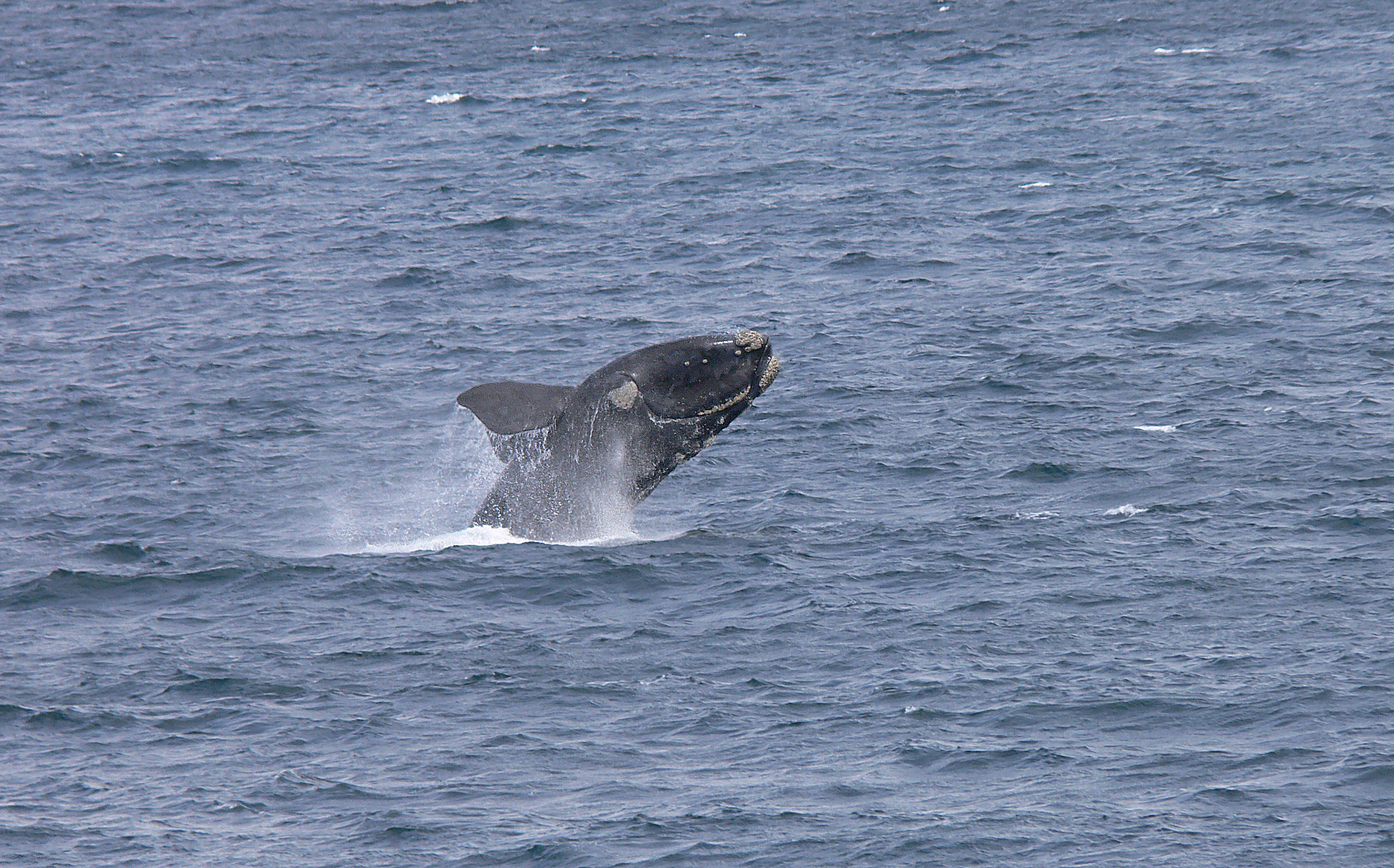
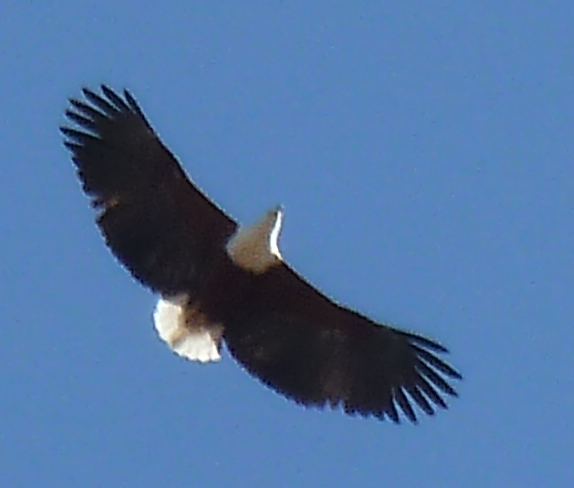
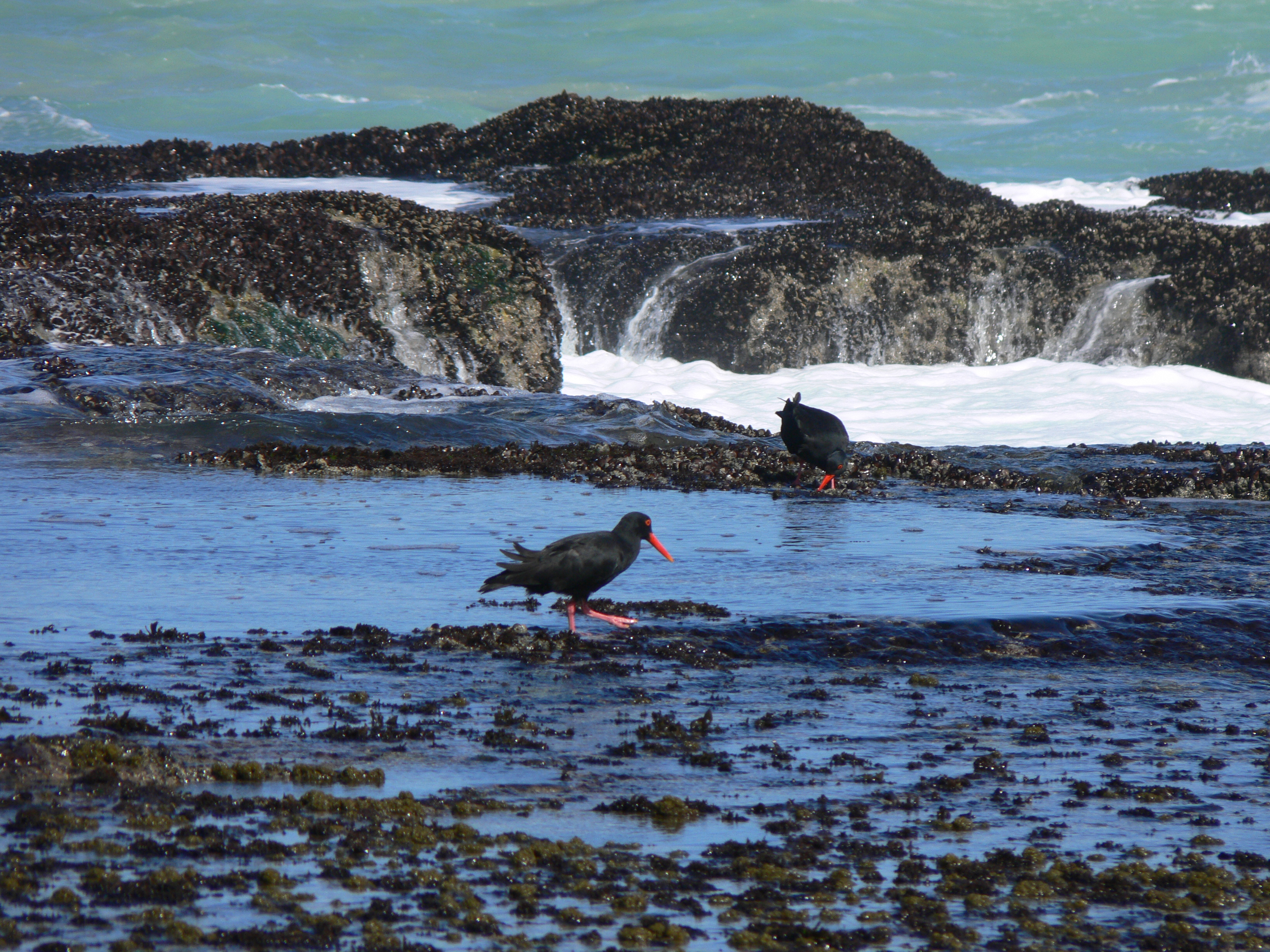
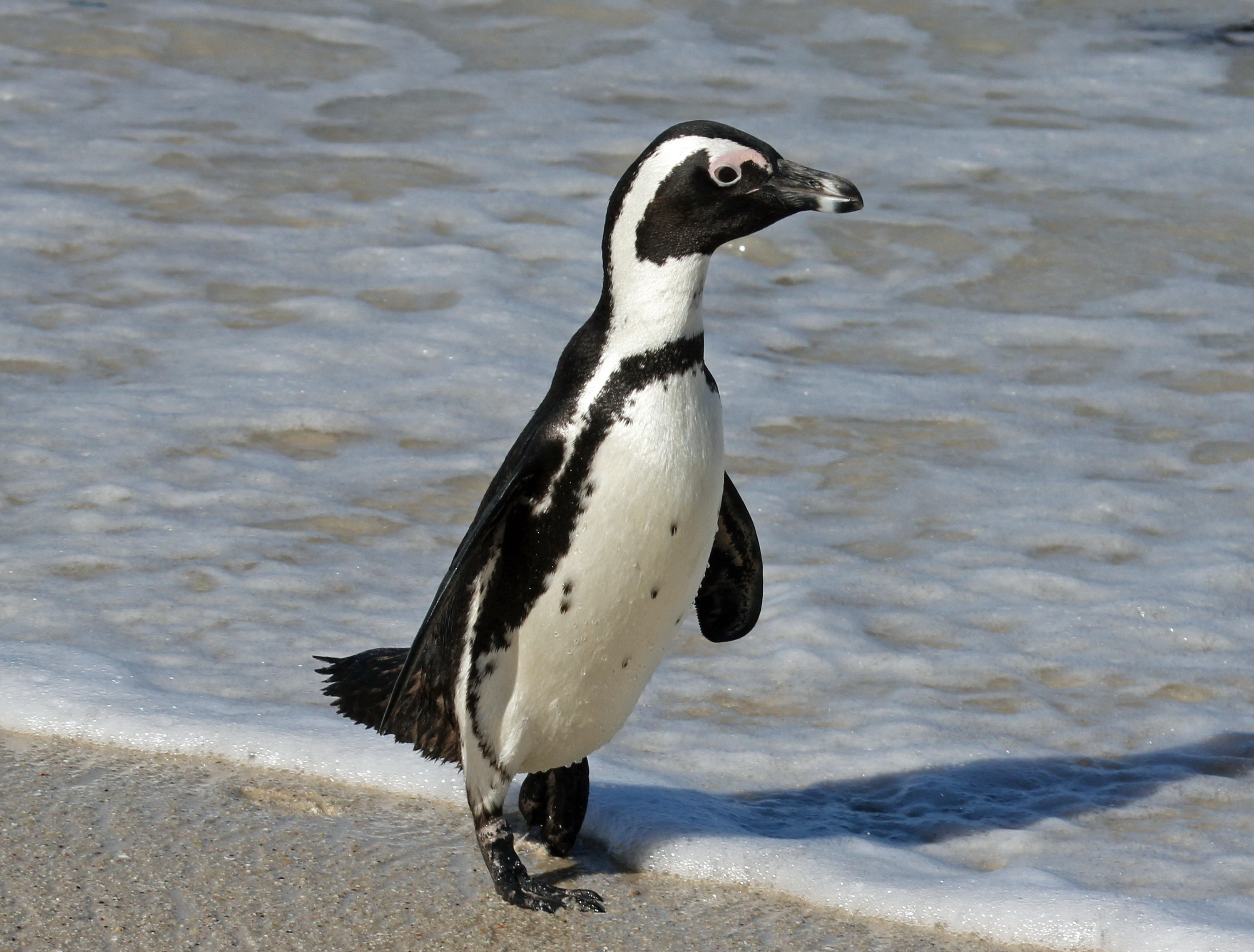
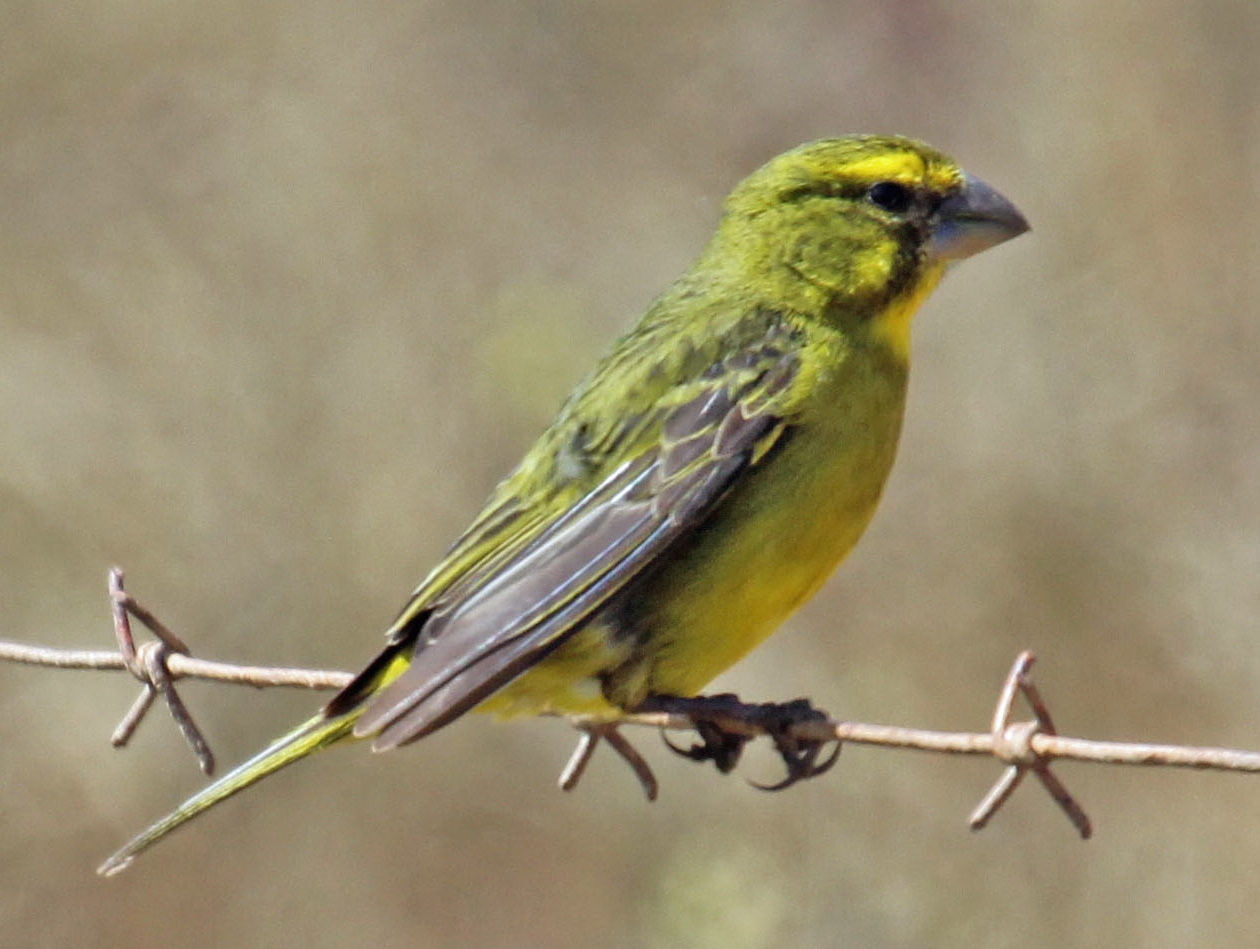
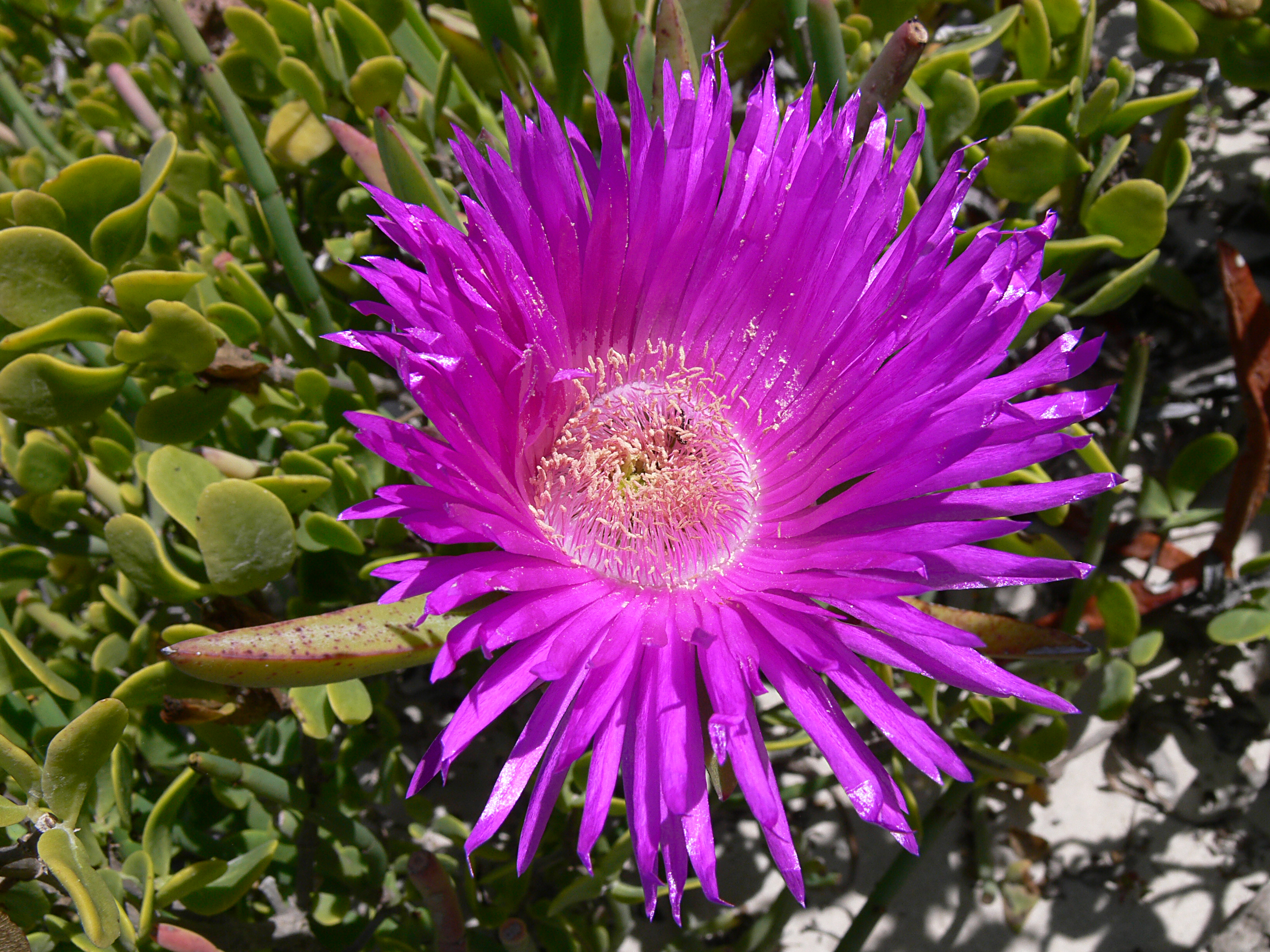

Gebieden met hominide-fossielen van Zuid-Afrika ·
iSimangoliso moeraslandpark ·
Robbeneiland · 
uKhahlamba / Drakensbergen park ·
Cultuurlandschap Mapungubwe ·
Beschermde gebieden van de Floraregio van de Kaap ·
Vredefortkrater ·
Cultureel en botanisch landschap van Richtersveld ·
Cultuurlandschap van de Khomani · 
Mensenrechten, bevrijding en verzoening: Nelson Mandela herdenkingssites · 
De opkomst van modern menselijk gedrag: de pleistocene bezettingsplaatsen van Zuid-Afrika
- Library of Congress Control Number: no2008165588
- Virtual International Authority File: 136432060